# زلزال هاواي 2006
زلزال هاواي 2006 هو زلزالٌ وقعَ في هاواي في الولايات المتحدة بتاريخ 15 أكتوبر 2006.